# Paul Holz (Zeichner)

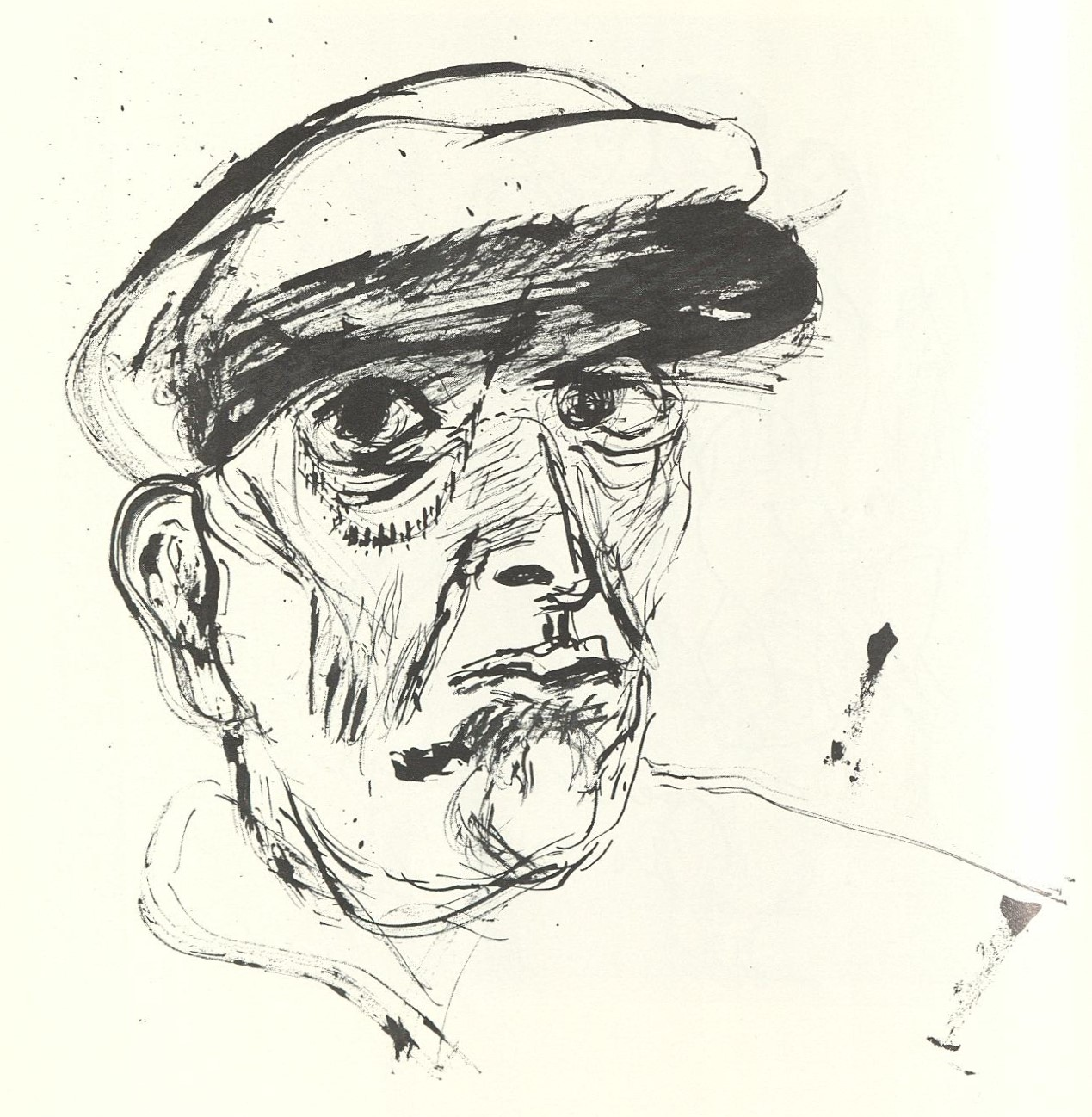
Selbstbildnis (um 1935)

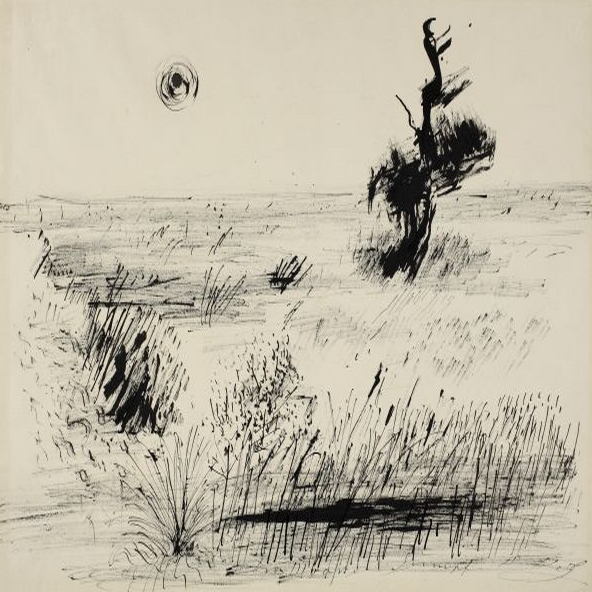
Moorlandschaft

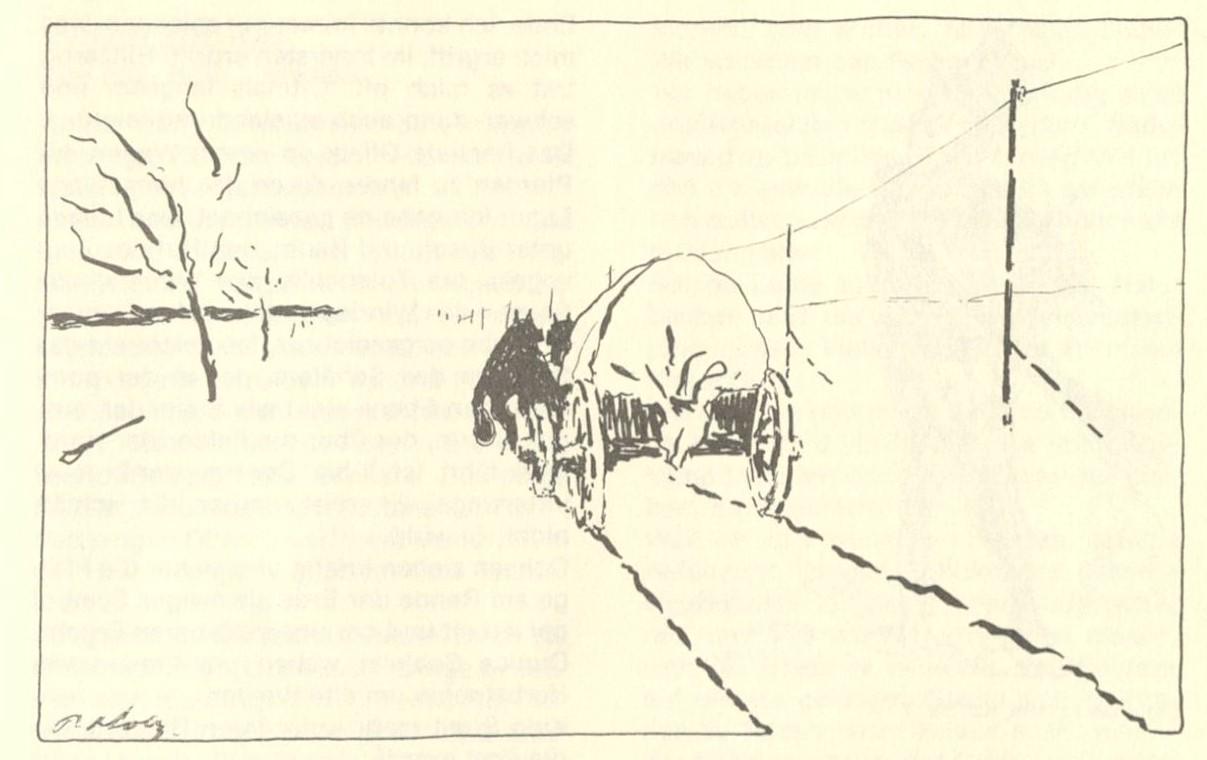
Planwagen auf winterlicher Landstraße (1913)

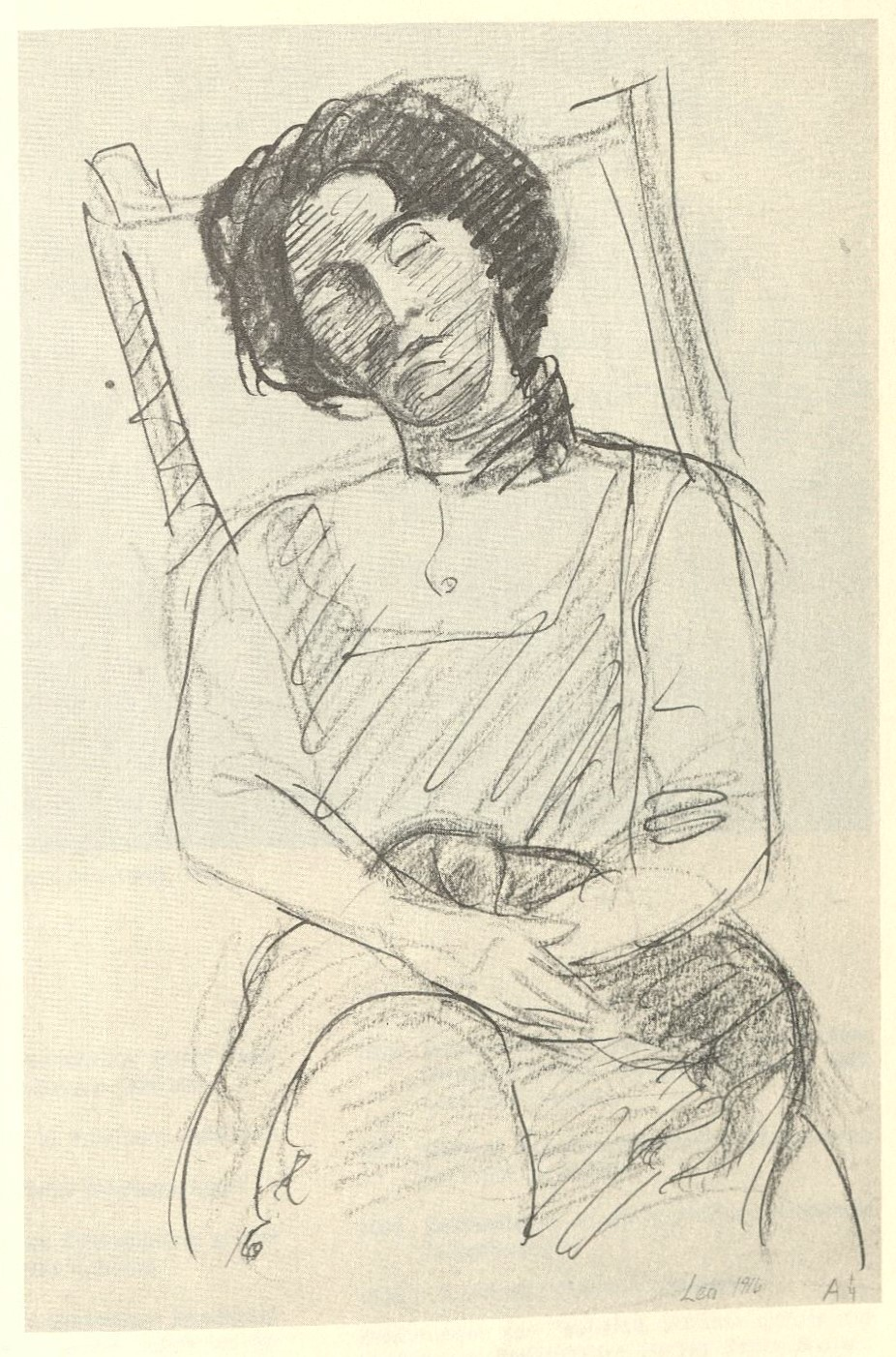
Lea Kruse (1916)

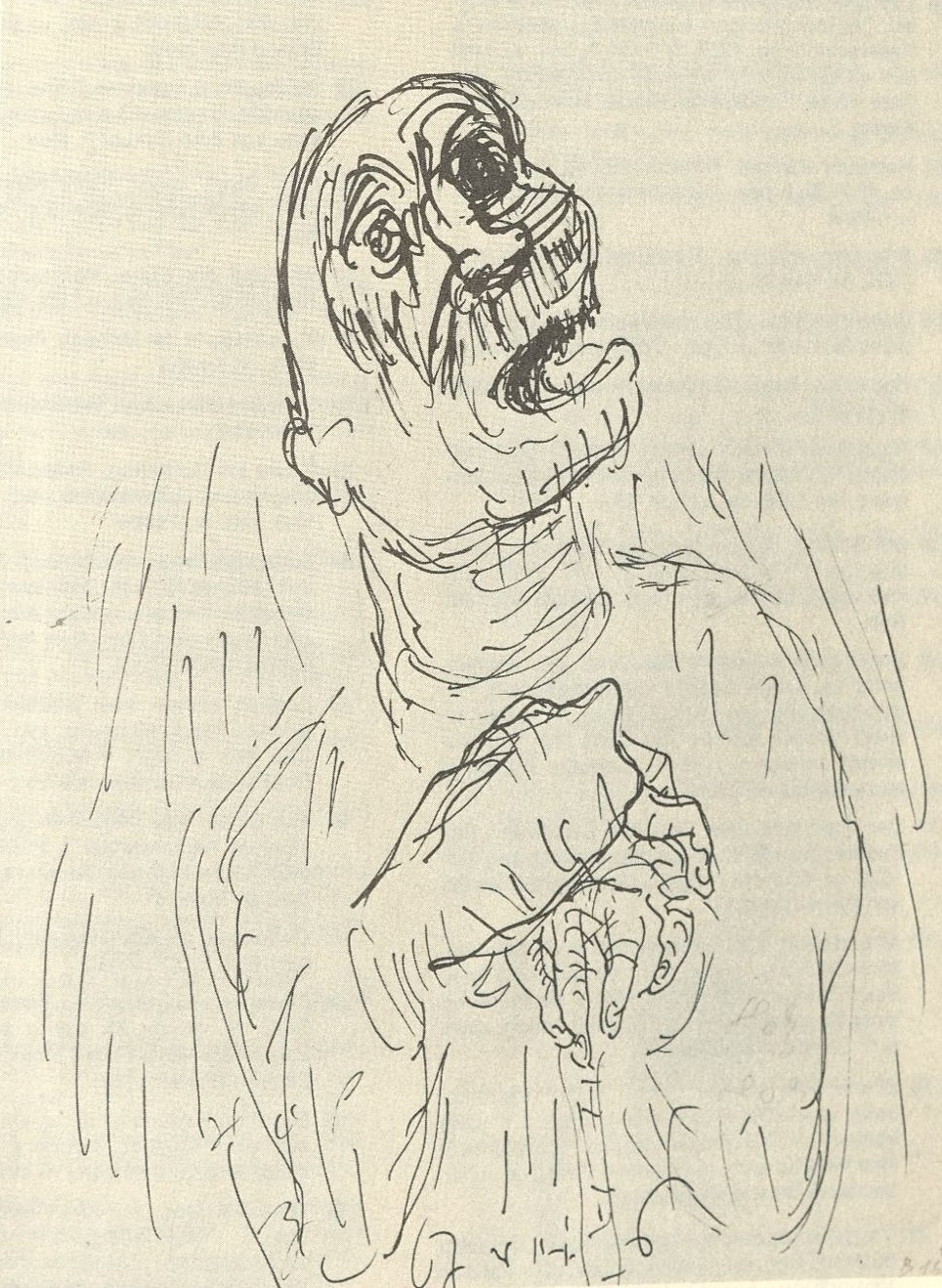
Greis (1928)

Paul Holz (* 28. Dezember 1883 in Riesenbrück bei Pasewalk; † 19. Januar 1938 in Schleswig) war ein deutscher Zeichner. Holz und seine Kunst wurde in zahlreichen Ausstellungen gewürdigt. Als Autodidakt entwickelte er sich schnell zu einem „der ganz großen deutschen Zeichner unseres Jahrhunderts, weil er in seltenem Maße die Fähigkeit besaß, die dramatische, fast tragische Konstellation in menschlichen Existenzen zu erspüren und mit den stets treffenden Mitteln seines Zeichenstils wiederzugeben“ (Zitat: Helmut Börsch-Supan). Realismus, aber auch expressive Verfremdung prägen seine künstlerische Handschrift.
Die karge, weite Landschaft seiner pommerschen Heimat, Dorfbewohner, Menschen und Tiere im Zirkus, Jahrmarktszenen, Kranke und Landstreicher machte Holz zum Thema seines Schaffens. Zudem entstanden viele Zeichnungen zu Werken der Literatur, vor allem zu Dostojewskis „Die Brüder Karamasow“ und Knut Hamsun sowie Gogols „Der Mantel“.

## Leben
Von 1904 bis 1924 arbeitete er als Volksschullehrer in Pommern. 1924 legte Holz sein Staatsexamen als Zeichenlehrer ab und unterrichtete daraufhin von 1925 bis 1933 am Friedrichsgymnasium in Breslau. 1926 wurde der Künstler Fachberater für Zeichenunterricht in Schlesien, ein Jahr später für Pommern. Der gelernte Volksschullehrer erhielt bald von Oskar Moll eine Berufung an die renommierte Staatliche Akademie für Kunst und Kunstgewerbe Breslau, wo unter anderem Künstler wie Alexander Kanoldt, Carlo Mense, Otto Mueller, Hans Scharoun und Oskar Schlemmer unterrichteten. Er lehrte Methodik und Wandtafelzeichnen. Dort fand auch seine erste Einzelausstellung 1926 statt. Infolge der 2. Preußischen Notverordnung wurde die Akademie am 1. April 1932 geschlossen. In Breslau war Holz Mitglied des pädagogischen Prüfungsamtes. Von diesem Amt wurde er 1933 mit der Machtergreifung der Nazis enthoben. 1934 nahm er noch in Stettin an der Ausstellung Das Land am Meer. Pommersche Kunst der Gegenwart teil. Seine künstlerische Arbeit wurde als „entartet“ verunglimpft. Aus diesem Grund wechselte er 1934 nach Schleswig, wo er bis zu seinem Tod 1938 an der Domschule tätig war. Seine letzte Ausstellung fand 1937 in der Galerie von der Heyde in Berlin statt.
1937 wurden im Rahmen der deutschlandweiten konzertierten Aktion „Entartete Kunst“ Druckgrafiken und Zeichnungen Holz‘ aus dem Schlesischen Museum der Bildenden Künste Breslau, den Kunstsammlungen der Stadt Breslau im Schlossmuseum, der Kunstgewerbe-Bibliothek der Staatliche Akademie für Kunstgewerbe Dresden, dem Museum für Kunst und Heimatgeschichte Erfurt, den Kunstsammlungen der Universität Göttingen, der Städtischen Bildergalerie Wuppertal-Elberfeld und dem Museum für Kunst und Kunstgewerbe Stettin beschlagnahmt. Die meisten dieser Arbeiten wurden vernichtet. Der Verbleib anderer ist bisher ungeklärt. Die Tusche-Zeichnungen Strand (23,5 × 22,2 cm) und Schlachter bei der Arbeit an einer aufgehängten Schweinehälfte (47 × 31 cm) aus dem Schlesische Museum der Bildenden Künste, die zur „Verwertung“ auf dem Kunstmarkt an den Kunsthändler Bernhard A. Böhmer gegangen waren, wurden 1947 sichergestellt und befinden sich heute neben weiteren seiner Arbeiten im Kupferstichkabinett Berlin. Von den Nationalsozialisten ins Abseits gestellt, geriet Holz und seine Kunst für lange Zeit zu Unrecht in Vergessenheit.
Werke von Holz befindet sich u. a. auch im Kupferstichkabinett Dresden, in der Sammlung der Zeichnungen und Druckgraphik des Staatlichen Museums Schwerin, über 300 Zeichnungen und bibliophile Bücher in der Kunstsammlung der Akademie der Künste in Berlin, in der Sammlung des Schlesischen Museums zu Görlitz, im Kunstmuseum Moritzburg Halle (Saale), in der Sammlung der Stiftung Pommern in Greifswald, der Sammlung des Landesmuseum Schloss Gottorf in Schleswig, der Sammlung der Ostdeutschen Galerie in Regensburg und in anderen Häusern in Europa und Amerika (Norton Simon Museum, Pasadena). Im Museum der Stadt Pasewalk, zugleich Künstlergedenkstätte Paul Holz, sind 20 seiner Stahlfederzeichnungen in der Galerie ausgestellt. Darüber hinaus sind Teile des Originalmobiliars und Haushaltsgegenstände des norddeutschen Künstlers aus dem Nachlass seiner Tochter Christiane Holz (1918–2006) hier zu besichtigen.
Im Oktober 2018, anlässlich seines 80. Todestages, richtet das Kunstforum Ostdeutsche Galerie Regensburg in Kooperation mit der Akademie der Künste, Berlin eine große Ausstellung (Paul Holz – Schlachter des guten Gewissens) mit etwa 100 Werken des Künstlers aus.